# ET-KING結成15周年記念全国ツアー 〜おまえとおったらおもろいわ!〜
ET-KING結成15周年記念全国ツアー 〜おまえとおったらおもろいわ!〜(イーティー・キングけっせい15しゅうねんきねんぜんこくツアー～おまえとおったらおもろいわ!〜)は、日本のJ-POPグループであるET-KINGのメジャー8枚目のDVDでライブDVD。発売元はユニバーサルミュージック 。

## 概要
ET-KINGが2014年3月16日から全国13ヵ所で行なった全国ツアーのツアー・ファイナル、4月29日、大阪フェスティバルホール公演の模様を収録。本公演でいったん“充電期間”に入るET-KINGの休止前最後の公演。

## 収録曲
1. ふたりの歌
2. 約束
3. 凸凹（デコボコ）
4. 男は気持ちを伝えたい
5. 纏
6. NANIWA
7. ドーナッツ
8. うまい！お弁当
9. BILLIKEN
10. Beautiful Life
11. 大阪にどつかれて
12. まだまだ
13. 今
14. 君想う花
15. 巡り会いの中で
16. ギフト
17. 陽当たり良好
18. 泣いて笑え！
19. 新恋愛
20. 愛しい人へ
21. 晴レルヤ
22. 7ドアーズ・バス
23. さよならまたな
24. オフショット映像、バックステージ・ドキュメンタリー＆メンバー・インタビュー